# Folklore scandinave

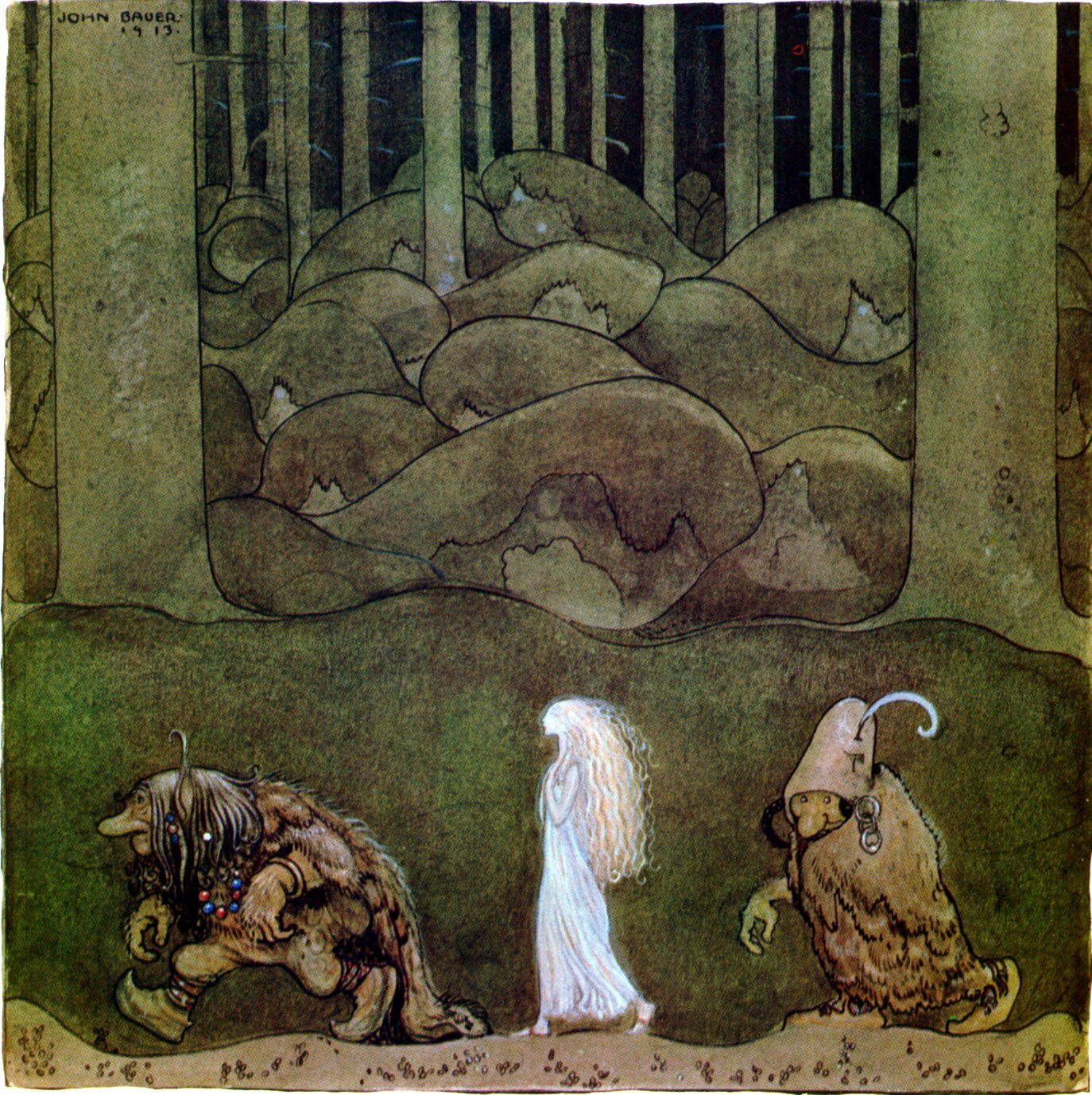
Illustration de John Bauer intitulée "La princesse et les trolls" (1913), tirée de Bortbytingarna, par Helena Nyblom, livre traitant des changelings.

Le folklore scandinave est l'ensemble des traditions folkloriques de la Suède, la Norvège, du Danemark, de l'Islande, des îles Féroé, et des régions de Finlande où l'on parle le suédois.

## Terminologie
En Scandinavie, le terme de « folklore » n'est pas souvent utilisé dans les milieux universitaires, et sont plutôt usités des termes tels que Folketro (croyance populaire) ou Folkesagn (contes populaires). Dans le langage courant, on parle simplement de Den Gamle tro (la vieille croyance), ou peut-être de Sæd og brug Skik (la voie). 

## Origines
Le folklore scandinave a évolué à partir du paganisme nordique. La christianisation de la Scandinavie au cours du Xe siècle a signifié la fin progressive du paganisme nordique en tant que religion. Le processus n'a pas dû être très rapide puisque les croyances ont perduré chez le peuple. Bien que l'Islande et les îles Féroé ne soient pas considérées comme faisant partie de la Scandinavie en termes géographiques, ils le sont en termes folkloriques. Le folklore et la religion de Finlande et du peuple sami sont bien évidemment liés au folklore et à la religion scandinaves, mais ont conservé un caractère indépendant. En raison de son origine germanique commune, le folklore scandinave montre une abondante correspondance avec d'autres folklores, comme en Angleterre et en Allemagne entre autres. Les croyances qui ont survécu peuvent être trouvées dans les pays baltes.

## Description
Dans le folklore scandinave, la croyance en les dieux anciens existe toujours, mais pas dans la forme qu'ils avaient selon la mythologie nordique. Quelques-uns des plus connus sont Odin qui est censé mener la chasse sauvage; Thor, qui poursuit toujours les trolls avec son tonnerre, et nous voyons aussi Ull et Hœnir dans ce rôle. Loki et parfois Freyja sont représentés. Un grand nombre de créatures et de personnages mythologiques continuent à perdurer, étonnamment peu affectées par les croyances chrétiennes, même s'ils ont été associés au Diable et rencontré divers problèmes avec les symboles chrétiens. Ainsi, la croyance selon laquelle il est possible d'effrayer ces êtres avec un objet en fer ou en acier, tel qu'une paire de ciseaux placés stratégiquement, ou un couteau, ou avec du sel et du feu, est d'origine chrétienne. Les histoires sur les actes de ces êtres et leurs interactions avec les humains constituent la majeure partie du folklore scandinave. Même les tomtes utiles, les Nisse, gårdbo ou gårdbuk pourraient se transformer en adversaires redoutables s'ils ne sont pas traités avec prudence et respect.